# Sexuální parestezie
Sexuální parestezie je vyvolávání sexuálního vzrušení výhradně pomocí věcí vzdálených sexuálnímu životu. Patří mezi ně sadismus, kdy je vzrušení vyvoláno pácháním krutosti na druhých, masochismus, v němž je snášena krutost a ponížení na sobě, sexuální fetišismus, v němž figurují předměty nemající žádný vztah k osobě, jako například oblečení, boty či vlasy. 
Nejnebezpečnější formou je sadismus, který může vést k sexuálním vraždám. Úchylné chování snad může mít příčinu v psychické poruše, která dotyčného postihla bez jeho viny. Každý, i sexuální deviant, však musí ovládat projevy svých sklonů a vášní a odmítnout nepřístupné uspokojení, a to tím spíše, působí-li tyto vášně utrpení druhým lidem.